# African Youth Games
Die African Youth Games (AYG) sind eine afrikanische Multisportveranstaltung für Jugendliche und werden als äquivalent auf Jugendebene der Afrikaspiele abgehalten. Sie wurden erstmals 2010 in Rabat mit 13 Sportarten ausgetragen. 2014 erhöhte sich die Anzahl der Sportarten auf 21.

## Austragungsorte
| Jahr | Nr. | Ort                | Datum            |
| ---- | --- | ------------------ | ---------------- |
| 2010 | I   | Marokko, Rabat     | 13. bis 18. Juli |
| 2014 | II  | Botswana, Gaborone | 22. bis 31. Mai  |
| 2018 | III | Algerien, Algier   | 19. bis 28. Juli |